# Джокич, Момчило
Мо́мчило Джо́кич (сербохорв. Момчило Ђокић / Momčilo Đokić; 27 февраля 1911, Куршумлия, Королевство Сербия — 21 апреля 1983, Бела-Црква, Югославия) — югославский сербский футболист и тренер, участник чемпионата мира 1930 года.

## Карьера

### Клубная
Момчило Джокич играл на позиции левого крайнего полузащитника в чемпионате Югославии. Он начал играть в 1921 году за молодёжную команду белградского клуба «Югославия». В 1928 году он перешёл во взрослую команду белградской «Югославии» и продолжал играть в ней до конца своей спортивной карьеры.

### В сборной
За сборную Югославии он провёл 13 матчей. Его дебютным стал матч против Болгарии в Белграде 13 апреля 1930 года, а завершил свою карьеру в сборной Джокич матчем против Франции в Париже 13 декабря 1936 года. Он также принял участие в чемпионате мира 1930 года и сыграл там три матча.
| Матчи и голы Момчило Джокича за сборную Югославии | Матчи и голы Момчило Джокича за сборную Югославии | Матчи и голы Момчило Джокича за сборную Югославии | Матчи и голы Момчило Джокича за сборную Югославии | Матчи и голы Момчило Джокича за сборную Югославии | Матчи и голы Момчило Джокича за сборную Югославии | Матчи и голы Момчило Джокича за сборную Югославии |
| ------------------------------------------------- | ------------------------------------------------- | ------------------------------------------------- | ------------------------------------------------- | ------------------------------------------------- | ------------------------------------------------- | ------------------------------------------------- |
| №                                                 | Дата                                              | Место проведения                                  | Соперник                                          | Счёт                                              | Голы                                              | Турнир                                            |
| 1                                                 | 13 апреля 1930                                    | Белград, Югославия                                | Болгария                                          | 6:1                                               | -                                                 | Товарищеский матч                                 |
| 2                                                 | 4 мая 1930                                        | Белград, Югославия                                | Румыния                                           | 2:1                                               | -                                                 | Товарищеский матч                                 |
| 3                                                 | 14 июля 1930                                      | Монтевидео, Уругвай                               | Бразилия                                          | 2:1                                               | -                                                 | Чемпионат мира 1930                               |
| 4                                                 | 17 июля 1930                                      | Монтевидео, Уругвай                               | Боливия                                           | 4:0                                               | -                                                 | Чемпионат мира 1930                               |
| 5                                                 | 27 июля 1930                                      | Монтевидео, Уругвай                               | Уругвай                                           | 1:6                                               | -                                                 | Чемпионат мира 1930                               |
| 6                                                 | 3 августа 1930                                    | Буэнос-Айрес, Аргентина                           | Аргентина                                         | 1:3                                               | -                                                 | Товарищеский матч                                 |
| 7                                                 | 15 марта 1931                                     | Белград, Югославия                                | Греция                                            | 4:1                                               | -                                                 | Кубок Балкан 1929—31                              |
| 8                                                 | 19 апреля 1931                                    | Белград, Югославия                                | Болгария                                          | 1:0                                               | -                                                 | Кубок Балкан 1929—31                              |
| 9                                                 | 21 мая 1931                                       | Белград, Югославия                                | Венгрия                                           | 3:2                                               | -                                                 | Товарищеский матч                                 |
| 10                                                | 28 июня 1931                                      | Загреб, Югославия                                 | Румыния                                           | 2:4                                               | -                                                 | Кубок Балкан 1929—31                              |
| 11                                                | 10 сентября 1933                                  | Варшава, Польша                                   | Польша                                            | 3:4                                               | -                                                 | Товарищеский матч                                 |
| 12                                                | 2 сентября 1934                                   | Прага, Чехословакия                               | Чехословакия                                      | 1:3                                               | -                                                 | Товарищеский матч                                 |
| 13                                                | 13 декабря 1936                                   | Париж, Франция                                    | Франция                                           | 0:1                                               | -                                                 | Товарищеский матч                                 |

Итого: 13 матчей / 0 голов; 7 побед, 0 ничьих, 6 поражений.

### Тренерская
После завершения карьеры игрока Джокич работал тренером. Тренировал клубы «Раднички», «Бор» и «Тимок».